# جمب فيستا
جمب فيستا (باليابانية: ジャンプフェスタ، بالروماجي: Janpu Fesuta) هو حفلٌ سنويٌ أو معرض في اليابان، كلّ شيءٍ عن المانغا والأنمي، برعاية شوئيشا، ناشر مختارات جمب المختلفة وهي شونن جمب الأسبوعية وجمب سكوير وڤي جمب وسايكيو جمب وشونن جمب+. بدأ المعرض في عام 1999م، ويُقام لِمُدَّةِ يومينٍ في ديسمبر مع حضور 100 ألف شخص في كلّ عام. يتم تقديم المانغا والأنمي والأفلام والألعاب والبضائع الجديدة خلال هذا الحدث. غالبًا ما يكونُ فنَّانون مانغا من سلسلة جمب الحاليَّة والسَّابقة في متناول اليد، والعديد منهُم لديهم لوحات يُجيبون على الأسئلة. تم تسمية تميمة المهرجان باسم كايزو-كُن (KAIZOくん) وصَمَّمها أكيرا تورياما.
على الرغم من أنَّ تركيزَ الحدث ينصب على خصائص شوئيشا جمب، فقد حضر مصممو الألعاب مثل بانداي نامكو إنترتينمنت وكابكوم وسكوير إنكس الحدث وأعلنوا عن ألعاب جديدة ومقاطع دعائية لأول مرة ولقطات لعب وعروض توضيحية للألعاب.

## سجل الحدث
| التواريخ          | الموقع                                             | عدد الحضور |
| ----------------- | -------------------------------------------------- | ---------- |
| 18–19 ديسمبر 1999 | طوكيو بيغ سايت طوكيو، اليابان                      |            |
| 23–24 ديسمبر 2000 | ماكوهاري ميسه طوكيو، اليابان                       |            |
| 22–23 ديسمبر 2001 | ماكوهاري ميسه طوكيو، اليابان                       |            |
| 21–22 ديسمبر 2002 | ماكوهاري ميسه طوكيو، اليابان                       |            |
| 20–21 ديسمبر 2003 | ماكوهاري ميسه طوكيو، اليابان                       |            |
| 18–19 ديسمبر 2004 | ماكوهاري ميسه طوكيو، اليابان                       |            |
| 17–18 ديسمبر 2005 | ماكوهاري ميسه طوكيو، اليابان                       |            |
| 16–17 ديسمبر 2006 | ماكوهاري ميسه طوكيو، اليابان                       |            |
| 22–23 ديسمبر 2007 | ماكوهاري ميسه طوكيو، اليابان                       |            |
| 20–21 ديسمبر 2008 | ماكوهاري ميسه طوكيو، اليابان                       |            |
| 19–20 ديسمبر 2009 | ماكوهاري ميسه طوكيو، اليابان                       |            |
| 18–19 ديسمبر 2010 | ماكوهاري ميسه طوكيو، اليابان                       | 165,625    |
| 17–18 ديسمبر 2011 | ماكوهاري ميسه طوكيو، اليابان                       | 163,000    |
| 22–23 ديسمبر 2012 | ماكوهاري ميسه طوكيو، اليابان                       |            |
| 21–22 ديسمبر 2013 | ماكوهاري ميسه طوكيو، اليابان                       | 145,000    |
| 20–21 ديسمبر 2014 | ماكوهاري ميسه طوكيو، اليابان                       |            |
| 19–20 ديسمبر 2015 | ماكوهاري ميسه طوكيو، اليابان                       |            |
| 17–18 ديسمبر 2016 | ماكوهاري ميسه طوكيو، اليابان                       |            |
| 16–17 ديسمبر 2017 | ماكوهاري ميسه طوكيو، اليابان                       |            |
| 22–23 ديسمبر 2018 | ماكوهاري ميسه طوكيو، اليابان                       |            |
| 21–22 ديسمبر 2019 | ماكوهاري ميسه طوكيو، اليابان                       |            |
| 19–20 ديسمبر 2020 | على الإنترنت فقط (بسبب قيود كوڤيد-19)              |            |
| 18–19 ديسمبر 2021 | ماكوهاري ميسه (حدث مادي ورقمي هجين) طوكيو، اليابان |            |
| 17–18 ديسمبر 2022 | ماكوهاري ميسه طوكيو، اليابان                       |            |
| 16–17 ديسمبر 2023 | ماكوهاري ميسه طوكيو، اليابان                       |            |

## روابط خارجيَّة
- موقع جمب فيستا الرسمي (باللغة اليابانية)